# Medora (North Dakota)
Medora er en amerikansk by og administrativt centrum for det amerikanske county Billings County i staten North Dakota. I 2000 havde byen et indbyggertal på 100.

## Ekstern henvisning
- Medoras hjemmeside (engelsk)

46°54′51″N 103°31′30″V / 46.9142°N 103.525°V